# Александрова Валентина Петрівна
Александрова Валентина Петрівна (9 березня 1923, Харків — 17 липня 2007, Київ) — українська економістка, доктор економічних наук, професор, відомий вчений в галузі економічних проблем науково-технологічного розвитку країни.

## Життєпис
Юність Валентини Петрівни припала на важкі воєнні роки. Поруч з чоловіками вона пішла добровольцем на фронт і більше трьох років воювала у зенітно-артилерійському полку на Воронезькому, Південно-Західному, Першому Українському фронтах.
Після війни закінчила Харківський інженерно-економічний інститут (1947). В 1951 захистила кандидатську дисертацію на тему «Собівартість сталі на металургійних комбінатах УРСР і шляхи її зниження», а у 1968 — докторську дисертацію.
55 років її роботи на ниві економічної науки були присвячені вдосконаленню методів програмування та прогнозування науково-технічного розвитку країни. Працювала в Інституті економіки НАН України, а згодом в Державній установі «Інститут економіки та прогнозування НАН України» у відділі технологічного прогнозування та інноваційної політики, отримувала стипендію Президента України.

## Наукові досягнення
Перу В. П. Александрової належать понад 200 наукових праць, серед яких індивідуальні і колективні монографії, у яких висвітлено шляхи підвищення ефективності інноваційної сфери діяльності. Валентиною Петрівною створено власну наукову школу (моделювання інноваційного розвитку). Понад 50 кандидатів та докторів економічних наук, підготовлені нею, працюють у наукових та державних установах, вищих навчальних закладах України та за її межами.